# بوري تكين
بوري تكين حاكم غزنوي مجهول تاريخ الميلاد والوفاة، حكم الدولة الغزنوية في الفترة من 975 إلى 977.
جاء بوري تكين خلفا لبيلجا تكين الذي استمر في الحكم عشر سنوات، وكان بوري أيضا من عبيد ألب تكين، وقد وقع في مشاكل مع شعبه وكثرت الاضطرابات في عهده لأنه لم يكن جيدا بما يكفي في الحكم، ولهذا عزله الأمراء والنبلاء الأتراك حفاظا على الدولة الغزنوية. وقد تم عزله في 20 إبريل 977، وقد جاء سُبُكْتِكِيْن خلفا له، وقد تم اختياره من قبل الأمراء والنبلاء الأتراك.